# الفيض الكاشاني
الملا محمد محسن بن مرتضى بن محمود الكاشاني المعروف بلقب الفيض الكاشاني (1007 هـ - 1091 هـ) / (1598 م - 1680 م). رجل دين وفقيهٌ ومُحدِّث ومفسر ومتكلم وفيلسوف شيعي إمامي في القرن الحادي عشر الهجري، وهو من فلاسفة مدرسة الحكمة المتعالية التي أسسها أستاذه صدر الدين الشيرازي، وينتمي إلى المدرسة الإخبارية، ولد الفيض الكاشاني عام 1007هـ، وعاش في زمن الدولة الصفوية في إيران، نشأ وترعرع في مدينة قم  ثم ارتحل ـ بعد أن بلغ العشرين من عمره ـ إلى أصفهان لإكمال دراسته، فأخذ هناك عن جمع من العلماء، واستفاد منهم شيئاً من العلوم الرياضية، وغيرها، ثم إنتقل إلى شيراز حيث درس هناك على ماجد البحراني والملا صدرا الشيرازي، وتزوج ابنته، ثم رجع إلى أصفهان، ولقي بها بهاء الدين العاملي (953 هـ - 1030 هـ)، وأخذ منه إجازة رواية الحديث، واستفاد هناك من محمد بن الحسن بن الشهيد الثاني، وحصل منه على إجازة، ثم صحب أُستاذه المذكور إلى شيراز ـ حينما استدعي إليها ـ وانتفع به هناك نحواً من سنتين، ثم عاد إلى كاشان وبقي فيها إلى أن توفي فيها سنة 1091هـ، تلمّذ عليه الكثير من كبار علماء الشيعة، الذين منهم: محمد باقر المجلسي، ونعمة اللّه الجزائري وغيرهم.
وكان الفيض الكاشاني لا ينأى كثيراً في طريقته عن أبي حامد الغزالي خاصّة وقد اقتبس كثيراً من مصنّفاته، مثلما أطنب في تمجيد محي الدين بن عربي والنقل عنه، وربّما كان ذلك سبباً في المطاعن التي وجّهت إليه وكادت تبلغ حدّ التكفير، ومن أبرز خصومه الشيخ علي حفيد الشهيد الثاني العاملي الذي نسب إليه أشياء كثيرة من الأقاويل الفاسدة والآراء المنكرة وشنّع بها عليه، ممّا جعل آراء الناس تختلف في شأنه، فتنقسم بين مدحه والتعصّب له وبين القدح فيه والتهجّم عليه.
ومن الآراء التي نُسبت إليه وكانت محلّ إنكار من علماء الشيعة: قوله بوحدة الوجود، وبعدم خلود الكفّار في عذاب النار وغيرها.
للفيض الكاشاني كتب عدّة ألّفها في التفسير والحديث والفقه والأخلاق وسائر أصناف المعارف، وقد بلغت قرابة مائتي كتاب وقد سلك المسلك الأخباري في مؤلفاته؛ ولهذا فآراؤه تختلف عن آراء العلماء الأصوليين، منها وجوب صلاة الجمعة العيني، وجواز الغناء بشروط، وغيرها.

## إسمه ونسبه وعائلته
- هو: «محمد محسن بن مرتضى بن محمود الكاشاني»[1]، يشتهر في الأوساط الشيعية باسم «الفيض الكشاني»[17]، وقد يبدأ في ترجمته في كتب التراجم باسمه محمّد وقد يبدأ بشهرته محسن‌ وقد يبدأ بلقبه الفيض‌ وقد يقال محمّد محسن معا.[18]
- الكاشاني: نسبةً إلا مدينة كاشان وهي مدينة تُعرف أنها رابع أهم مدينة إيرانية من حيث وجود الآثار التاريخية فيها بعد أصفهان وشيراز ويزد.[19]
- جده: تاج الدّين شاه محمود بن عليّ الكاشانيّ الحكيم المتألّه العارف الشّاعر النّابغة المحدّث النّحرير المتخلّص في شعره بال «فقير» كان من مشاهير علماء كاشان وقبره بها.[20]
- أبوه: الشيخ مرتضى الكاشاني، كان من تلاميذ فتح اللّه الكاشاني،[21] قال عنه الخونساري في: ««كان من العلماء الصدور، وصاحب خزانة كتب وفضل مشهور».»[22]
- أبو زوجته: صدرالدين الشيرازي(980هـ ـ 1050هـ)، وهو خاتمة حكماء الشيعة جمع بين فرعي المعرفة النظري والعملي، ينسب إليه نهج الجمع بين الفلسفة والعرفان والذي يسمى بالحكمة المتعالية.[23]

- إخوته: محمد مؤمن، عبد الغفور، ضياء الدين محمد، مرتضى، صدر الدين محمد.
- أخواته: زينب المكنّاة بامّ أبيها، سكينة، فاطمة[24]

- أبناؤه:معين الدين، أبو حامد محمد نور الهدى، أبو علي معين الدين أحمد، محمد بن محمد علم الهدى[25]
- بناته: عليّه بانو المكنّاة بامّ الخير، سكينه بانو المكنّاة بامّ البرّ، سكينه المكنّاة بامّ سلمة[24]

## سيرته
عاش الفيض الكاشاني في زمن اقتدار الدولة الصفوية في إيران وعاصر من ملوكها:
- الشاه عباس الأول (996 هـ - 1038هـ).
- شاه صفي (1038 هـ - 1052هـ).
- الشاه عباس الثاني (1052هـ - 1077هـ).
- سليمان الأول الصفوي (1077هـ - 1106هـ).

عاصر الكاشاني ماشهدته عدة مناطق حدودية كأذربيجان وخراسان والعراق، من حروب دارت بين الصفويين ومجاوريهم من العثمانيين والكوركانيين وغيرهم، وخلو المناطق الداخلية والمركزيّة من تلك الحروب، وبذلك تمكن المواطنون من الإقبال على العلم والتعليم، كما صار سبباً لهجرة جمع من العلماء إليها؛ وصارت عاصمة الدولة الصفوية - أصبهان - مركزاً علميّاً، اشتغل فيها العلماء بالإفادة والاستفادة - مثل البهائي والداماد والمير الفندرسكي وغيرهم. في هذه الظروف الزمانية والمكانية نشأ الفيض وعاش ودرس وسافر واشتغل بالتأليف والتعليم وإرشاد العوام والخواص.
تتلخص سيرته في مراحل ثلاث:
1. المرحلة الأولى قضاها في تحصيل المقدّمات والعلوم الظاهرية إلى أن بلغ رتبة الاجتهاد، وذلك في مسقط رأسه كاشان ثم هجرته إلى شيراز.
2. المرحلة الثانية سعيه وراء العلوم الباطنية ودراستها على يد أستاذه صدر الدين الشيرازي، وهي تبدأ من حين رجوعه من شيراز إلى أصبهان ثم انتقاله إلى مدينة قم وإقامته فيها مع استاذه الشيرازي وبعد ذك عودته بصحبة أستاذه إلى شيراز وبعد وفاة الشيرازي عاد إلى موطنه كاشان وبقائه فيها،
3. المرحلة الثالثة وهي مرحلة مابعد تحصيله للعلوم وتفرغه لتهذيب نفسه وهداية الناس.

```
كتب في رسالته «شرح الصدر» قسماً من سيرته وسوانح أيام حياته، قائلاً أنه ((لما لم يجد أحداً يظهر له ما في قلبه من عقد المكاره، رأى أن يكتب ذلك بمعونة القلم في أوراق ينفّس بها كربته؛ والرسالة مؤلّفة في سنة 
1065 هـ
 حين كان في الثامنة والخمسين من عمره، وبما أنها مكتوبة بالفارسية، فقد عربها المحقق 
محسن بيدارفر
 إلى العربية ملخصاً:
```

((المنّة لله - عزّ وجلّ - ما ألقى من أوان الصبا في قلب عبده هذا شوقاً إلى تحصيل الكمال وطلبه، وكرّمه بإخلاص النية، وحتى تكون هذه النعم معينة له في سفره في طريق الحق. ووفّقه لأن يكون من مبدء أمره إلى الآن - وقد جاوز عمره الثامنة والخمسون - إذا صرف شيئاً من عمره فيما لا يعني أو في غير سلوك سبيل الحقّ، رأى ذلك غبناً عظيماً - ولا فخر.
كنت  برهة في خدمة خالي المعظّم - الذي كان من الممتازين في عصره - في كاشان، مشتغلاً بتعلم التفسير والحديث والفقه وأصول الدين وما تتوقّف عليه هذه العلوم من العربيّة والمنطق وغيرها، إذ كان أبي وجدّي من المشتغلين بهذه العلوم والمخصوصين بالصلاح والعزلة، ولم يتلوّث ذيل عزَّتهم بغبار فضول الدنيا.
بعد انقضاء العشرين من العمر سافرت إلى أصبهان لتحصيل الزيادة من العلوم الدينية، وتشرفّت بخدمة جمع من الفضلاء ولكن لم أجد هنا أحداً عنده خبر من علم الباطن، وتعلمت فيه شيئاً من العلم الرياضي، ثم توجّهت إلى شيراز لتحصيل الحديث والإسنادات المعنعنة، ووصلت إلى خدمة فقيه العصر والمتبحّر في العلوم الظاهرية، أعني السيد ماجد بن هاشم الصادقي البحراني واستفدت من حضرته - سماعاً وقراءة وإجازة - شطراً معتدّاً به من الحديث ومتعلقاته، حتى حصلت لي بصيرة - في الجملة - في علم الحلال والحرام وسائر الأحكام، واستغنيت عن التقليد.
فرجعت إلى أصبهان ووصلت إلى حضرة الشيخ بهاء الدين محمد العاملي - قدّس سرّه - وأخذت منه إجازة الرواية أيضاً، ثم توجّهت إلى الحجاز، وبعد توفيق التشرّف إلى حجة الإسلام وزيارة سيّد الانام والأئمة المعصومين عليهم السلام تشرّفت في هذا السفر بخدمة الشيخ حسن بن الشيخ زين الدين العاملي - أطاب الله ثراه - واستفدت منه، وأخذت منه إجازة الحديث أيضاً.
في أثناء عودتي من هذا السفر أصابتني مصيبة شديدة بسبب قطّاع الطرق، إذ قتل بيدهم أخي الذي كان أعزّ عندي من نفسي، وقد وصل إلى رتبة الاجتهاد وهو في الثامنة عشر من عمره، وقد جُمِع له مع الذكاء البالغ الدرجة العالية من التقوى والفهم الصحيح والذهن الوقّاد وجودة الطبع؛ وكان في الموافقة والمناسبة والمؤالفة معي إلى حدّ تحسبنا روحاً في بدنين، وكنا رفيقين شقيقين ومونسين وظهيرين - أطاب الله ثراه وجعل الجنة مثواه - فإنا لله وإنا إليه راجعون.
لم أزل بعد هذه المصيبة العظمى كنت طائفاً في البلاد متفحّصاً عن العلم والكمال، وحيث أشير إلى أحد بأن عنده شيئاً من الكمال سعيت إليه سحباً على الهام لا مشياً على الأقدام؛ ومستفيداً منه بقدر الإمكان والاستعداد. حتى وصلت بلدة قم - الطيّبة - بخدمة صدر أهل العرفان وبدر سماء الإيقان صدر الدين محمد الشيرازي - قدس الله روحه وسرّه - وكان في علم الباطن وحيد دهره وفريد عصره، فأتممت عنده ثماني سنين مشتغلاً بالرياضيات والمجاهدات، حتى حصل لي - في الجملة - بصيرة في علم الباطن، وتشرّفت في الأخير بمصاهرته الشريفة.
ولما عزم على التوجّه إلى شيراز سرت معه، وبمقتضى ((فَإِنْ أَتْمَمْتَ عَشْرًا فَمِنْ عِندِكَ)) أقمت عنده قرب سنتين أيضاً، واستفدت من بركات أنفاسه الطيّبة كثيراً.
ثم عملاً بنص كرية ((فَلَوْلاَ نَفَرَ مِن كُلِّ فِرْقَةٍ مِّنْهُمْ طَائِفَةٌ لِّيَتَفَقَّهُواْ فِي الدِّينِ وَلِيُنذِرُواْ قَوْمَهُمْ إِذَا رَجَعُواْ إِلَيْهِمْ لَعَلَّهُمْ يَحْذَرُونَ)) رأيت من الواجب الرجوع والاشتغال بتدريس أحاديث أهل بيت العصمة والالتجاء إلى زاوية والاهتمام بالجمعة والجماعة وتأليف الكتب والرسائل، ونصيحة العوام وبيان المسائل.
وكنت أرى قدري أعلى من أن يحول حول حطام الدنيا؛ حتّى وصل إليّ يوماً أحد مقرّبي السلطان سلالة السادات الملك صفي وأخبرني أنه يريد ملاقاتي وعليّ أن أتوجّه إلى حضرته؛ فلما تشرّفت لملاقاته قرّبني وكلفني الإقامة في خدمته.
ولكن لما كان في حاشيته جمع من علماء الظاهر، ولم أكن أعرف كيفيّة التعامل معهم، ولا أرى في ذلك صلاح ديني ودنياي - فإنّ تأييد الدين لم يكن ميسوراً لي معهم على هذه الحال، وتفوتني - مع هذا الوبال - حريّتي وراحتي في الدنيا أيضاً - فلذلك استعفيت من هذا الأمر، وصار استعفائي - والحمد لله - مقروناً بالإجابة.
فاشتغلت مدة بعد ذلك في ظلّ القناعة بترويج الدين قولاً وفعلاً حسب المقدور، وكنت ببركة العلم والعمل ومحبة أهل البيت أزداد يوماً فيوماً من استكشاف أسرار كلماتهم - سلام الله عليهم - وأفوز بفتوحات وفيوضات في المعارف الدينية والمعارف اليقينية، ويُفتح لي في كل برهة باب من علم، ومن كل باب أبواب آخر.
وكانت الأيام تنقضي على ذلك إلى أن وصلت إليّ رسالة من الملك المقتدر، مسعتبد السلاطين، شاه عباس الثاني يأمرني بالتوجه إليه. وذلك الطلب وإن كان مضمونه ترويج الجمعة والجماعات ونشر العلوم الدينية وتعليم الشريعة، ولكن يستشم من مطاويه ريح الاستغراق في بحر لا ساحل له؛ ولذلك تحيّر العقل وتردّد فيه، إلى أن هبّ نسيم الصبا من مشرق النفس الرحماني إلى العالم الجسماني، يعاتبني بأنك - مع استجماع أسباب الغزلة لك ووصولك إلى خزانة القناعة والفراغ والحريّة وطهارة الذيل عن الأعمال - ما بدا للهمة التي لم تتنزل في شبابها لدى نعيم الكونين، ترغب في سنين الشيخوخة في هذه الأمور وترضى لأن تكون موطأً للحوادث والدهور؟! فكنت متردّدا فيها حتّى أقبل إليّ الحاكم العقلاني وأظهر نكتة تستفاد من نص كرية ((يَا أَيُّهَا الَّذِينَ آمَنُواْ أَوْفُواْ بِالْعُقُودِ)) وأزال بها ما عرض لي من الشبهات والشكوك.
وملخّص ذلك أن رابطة الإيمان مع الشرع المحمدي تستحكم إذا وفي المؤمن بكل عهد عاهده في كل من الحضرات والعوالم مع كل من الكائنات، وعمل بمقتضى تلك العهود وقام بها؛ وهذا المعنى لا يتحقق إلا بالاختلاط مع أهل الزمان ومقاساة الحوادث في الأزمان. بلى - في ابتداء الحال لما لم يتوجّه من تفرقة الخارج إلى جمعية الداخل وكان منسرحاً في عالم الهوى لا خبر له من وجوده ومعرفة نفسه، يقتضي حكم ((من حُسن إسلام المرء تركه ما لا يعنيه)) أن يسلك سبيل الترك وينزل في منزل التجريد؛ ولكن بعد ما وصل إلى مقام الفتوّة والرجوليّة، يتحتّم عليه الولوج في سوق الاختلاط، حتّى تصيبه إصابات الحوادث، وتصل إليه في كل لحظة نائبة من نوائب الدهر. فالواجب عليّ لما وقعت في زمان ودولة قاهرة مريدة لاستحكام قواعد الملك واستمرار الدين الشريف، أن أكون في حواشيها عوناً، نصرة في ترويج الدين وسياق الأمور إلى الصراط المستقيم.
بعد اللتيا والتي، توجّهت إلى صوب الملك، ولما وصلت إليه رأيته أكثر مما كنت أسمع وأتصوّر، ولما تشرّفت بملاقاته قرّبني وكرّمني، وبعد جلسة أو جلستين من الحديث معه رأيته متوجّهاً إلى تشييد مباني الدين القويم والشرع المستقيم؛ وإقامة الصلوات وترويج الجمعة والجماعات؛ فلعله بحكم ((إِنَّ الصَّلاةَ تَنْهَى عَنِ الْفَحْشَاء وَالْمُنكَرِ)) يُترك بعض ما كان في طباع الناس من النكر ويهجر.
ولكن بحكم أن كل من اختصّ بعناية ملك من الملوك صار هدفاً لسهام غيظ جمع من العفاريت المتشبّهين بالآدنيّين، والجهّال المتلبسين بلباس أهل العلم، والمريدين العلوّ والفساد - الذين هم موجودون في جميع الحواشي، منتظرون للوصول إلى هذه المقامات التي لا يتصوّرون فوقها شيئا في هذا الملك واللمكوت - فعادوني وسعوا فيّ وأرادوا إطفاء نور الله بأفواههم. كذلك جمع أرباب العمائم المدّعين للاجتهاد والعلوم الشرعية انصرفوا مع جمع من العوام في ناحية مشتغلين بهذه العبادات تاركين للجمع حباً للرياسة.
وجمع آخر - من الذين غابوا عن أفق الإنسانية جدّ ولم يبق فيهم شيء من الدين الحنيث - أخذوا يحرِّمون الاشتغال بالجمعة والجماعات عند العوام، ويعدّونه من العار والحرام؛ ((يَأْمُرُونَ بِالْمُنكَرِ وَيَنْهَوْنَ عَنِ الْمَعْرُوفِ)) وبالجملة، أجمع الجميع على أن لا يعتصموا بحبل الله ويتفرّقوا، ويعرضوا عن الثقلين ولا يصغوا إلى محكمات القرآن والحديث؛ لا يسمح لهم طبعهم أن يقلدوا، ولم يكن لهم توفيق أن يحقّقوا.
فجماع هذه الأمور صار باعثاً لفتور العزم السلطاني، ولم يتمكن الجمع الموجودون بالحضرة من الأذكياء - الذين كانوا عارفين بحقيقة الأمر - من نصرتي وإعانتي، ولم أر نفسي فارس ميدان الجهّال والجدال؛ ورأيتني تركت ما كنت فيه من الدعة والعافية والانزواء، ولم أصل إلى مُنيتي وخاطري، ملقى بين الأعداء، ليس لي ناصر ولا معين ولا راحة في دنيا ولا ترويج لدين.
بلى في هذا الابتلاء والامتحان، والوقوع في أمواج هذا البحر الخضم، حصلت لي تجارب وصرت مصداقاً للحديث المعروف: ((عارفاً بأهل زمانه))؛ وعرفت وجه ارتداد العامة بعد وفاة النبي الأكرم ﷺ وزاد معرفتي بالحقّ وأوليائه وأعدائه، وأعرضت عن غير الحق بالمرة. انتهى إلى هنا النقل من رسالة الفيض الكاشاني.
يتابع المحقق بيردافر قائلاً:
"ونلخص المعلومات الواردة في هذه الرسالة وغيرها حول رحلات الفيض كما يلي:
إنه سافر إلى أصبهان في العشرين من عمره، أي في سنة 1027 - بناءً على أن سنة ولادته هي: 1007. رحل إلى شيراز في نفس السنة بناءً على أنّ وفات ماجد البحراني كانت في سنة 1028، وصرّح الفيض أنه أقام عنده مدّة وأخذ من إجاوز، فلا أقلّ أن يكون ذلك في سنتين أو ما يقارب منها.
والظنّ الغالب أنه رجع إلى أصبهان في نفس السنة، وقد صرّح أنه بعد الرجوع إلى أصبهان والاستفادة من البهائي وأخذ إجازة الحديث منه سافر إلى الحج وبعد الرجوع من الحج والطواف في بعض البلاد وصل إلى صدر المتألهين في قم، فيمكن أن نحدس أنّه كان حوالي سنة 1032 هـ. وقد أقام في قم ثماني سنين - على ما صرّح به - وبنى ببنت صدر المتألهين فيه، ثمّ رحل معه إلى شيراز بعد سنة 1039 هـ، إذ فيها ولد ابنه علم الهدى في قم، فكان الفيض في هذه السنة ساكناً في قم، فالرجوع إلى شيراز وقع في هذه السنة أو بعدها. وعلى هذا لا يصحّ ما جاء في بعض المصادر من أن رجوع صدر المتألهين إلى شيراز كان بأمر الشاه عباس الأول الصوفي، فإن هذا السلطان توفى سنة 1038 هـ، والفيض كان بعد هذه السنة أيضاً في قم مع صهره صدر المتألهين، أو لعلّ الأمر به صدر قبل فوت الشاه عباس وتأخّر العمل بها بعض الأمور. بعد سنتين رجع إلى كاشان وأقام فيها؛ فالوصول إلى كاشان كان حوالي سنة 1041-1042، على التخمين القريب من اليقين.
كاشان وصفاهان وقم وقمصر وشيراز * برديم بسر در همه با مهتر وكهتر
هر جند كه جستيم ونماندست * آن يار إلهى بريم از سخنش بر "

## أساتذته
1. والده الشاه مرتضى ابن الشاه محمد.
2. ماجد الصادقي.
3. الشيخ البهائي.
4. صدر الدين الشيرازي.
5. محمد طاهر الشيرازي القمي.
6. خليل بن الغازي القزويني شارح الكافي.
7. الشيخ محمد ابن الشيخ حسن بن الشهيد الثاني.
8. محمد صالح المازندراني شارح الكافي.

## تلامذته
1. ولده الزكي المعروف بـ علم الهدى.
2. المجلسي صاحب بحار الأنوار.
3. نعمة الله الجزائري.
4. القاضي سعيد القمي.

## منزلته العلميّة
من علماء الشيعة الإمامية في القرن الحادي عشر الهجري في إيران، حيث كان فقيهاً، أخبارياً، محدثاً، مفسراً، حكيماً، متكلماً، أديباً، شاعراً باللغتين العربية والفارسية، مؤلفا.
وأما عن أرائه فقد جاء فيها :
1- جواز الغناء والموسيقى، يرى المرجع السيد الفيض الكاشاني أن الغناء لوحده ليس محرماً إلا إذا صاحبه حرام آخر من المحرمات.
2- المتنجس لا ينجس غيره.
3- عدم نجاسة الماء القليل عند ملاقاته للنجاسة.
4- عدم خلود الكافرين في العذاب.
5- عدم نجاة أهل الاجتهاد في حالة الخطأ، إن كانوا من العلماء الكبار.
6- تفاوت البلوغ بالنسبة للتكاليف المختلفة.
7- حصول الغروب الشرعي للشمس بسقوط قرص الشمس وأختفاءه عن الأنظار.
8- لا يشترط جفاف العضو الممسوح عليه في الوضوء.
9- كفاية أي غسل يقدم عليه الإنسان عن الوضوء.
10- تجب صلاة الجمعة عينا.

## أقوال العلماء فيه
- قال الأردبيلي في جامع الرواة: (محسن بن مرتضى الكاشاني تعالى، العلامة المحقق المدقق جليل القدر عظيم الشأن، رفيع المنزلة، فاضل كامل أديب متبحّر في جميع العلوم، له قريب من مائة تأليفات).[40]
- قال معاصره علي خان المدني في كتاب سلافة العصر: (المولى العلامة محمد بن الشاه مرتضى الشهير بملا محسن القاشاني، له كتب ومصنفات جليلة في الفقه والحديث والكلام والحكمة، وهو من أهل العصر الموجودين الآن).[41]
- في كتاب روضات الجنات للمرحوم الخونساري: (أمره في الفضل والفهم والنباهة الفروع والأصول والإحاطة بمراتب المعقول والمنقول وكثرة التآليف والتصنيف مع جودة التعبير والترصيف أشهر من أ ن يخفى في هذه الطائفة على أحد إلى منتهى الأبد).[42]
- في كتاب مستدرك الوسائل، قال المحدث النوري: (من مشايخ العلامة المجلسي العالم الفاضل المتبحّر المتحدّث العارم الحكيم المولى محسن ابن الشاه محمود المشتهر بالفيض الكاشاني).[43]
- قال فيه الحر العاملي: (محمد بن المرتضى المدعو بمحسن الكاشاني، كان فاضلاً عالماً ماهراً حكيماً متكلّماً محدّثاً فقيهاً محقّقاً شاعراً أديباً، حسَنَ التصنيف من المعاصرين، له كتب كثيرة... من مؤلفاته كتاب الوافي. جمع الكتب الأربعة مع شرح أحاديثها المشكلة، حسن إلا أن فيه ميلاً إلى بعض طريقة الصوفية... قد ذكره السيد علي بن ميرزا أحمد في السلافة وأثنى عليه ثناءً بليغاً.).[44]
- يقول الدكتور عباس الترجمان في مقدمة كتاب تفسير الصافي للفيض الكاشاني: إن ما ذكره الشيخ الحر العاملي ـ ـ في وصف كتبه من : «أن فيها ميلا إلى بعض الطريقة الصوفية» قد يكون ناتجا مما رآه من أسلوبه في الشرح الذي نحا فيه منحى العرفاء والفلاسفة ـ كما قلنا وأنه استعمل الكلمات المصطلحة لديهم، متأثرا بأستاذه صدر المتألهين المعروف بملا صدرا الشيرازي الذي ثنيت له الوسادة في الفلسفة والعرفان، فتراءى للشيخ العاملي أن فيها ميلا إلى بعض الطريقة الصوفية. ولو أردنا أن نحتسب الجملة هذه باحتساب ما تعبر كل كلمة منها عن المعنى الذي تحمله، يتضح لنا ما أراد الشيخ العاملي. ففي كلمة «ميل» منعى أقل بكثير من معنى الا تجاه، فلو كان صوفيا ـ كما يدعيه الصوفيون ـ لقال معاصره العامليّ. إن فيها اتجاه إلى... وكلمة «بعض» تشير إلى الجزئية التي تتجلى في المصطلحات العرفانية التي طغت على كتاباته. ولو لا ذلك لقال ـ ـ إلى الطريقة الصوفية، ولما قيدها بكلمة «بعض». لهذا نرى أن أصحابنا ـ قدست أسرارهم ـ لم يجدوا فيه مغمزا، وأثنوا عليه غاية الثناء، وأطروه بأحسن إطراء.[45]
- ذكره محمد شفيع الحسيني في الروضة البهية قائلاً: (إنّه صرف عمره الشريف في ترويج الآثار المرويّة، والعلوم الإلهيّة، وكلماتُه في كلّ باب في غاية التهذيب والمتانة، وله مصنّفات كثيرة).
- قال نعمة الله الجزائري في زهر الربيع: (كان أستاذنا المحقق المولى محمد محسن الكاشاني صاحب الوافي وغيره مما يقارب مائتي كتاب ورسالة).[46]
- قال الشيخ يوسف البحراني في لؤلؤة البحرين: (المحدث الكاشاني كان فاضلاً، محدثاً، أخبارياً، سليماً).
- قال المحدث الشيخ عباس القمي في الكنى والألقاب: (الفيض: لقب العالم الفاضل الكامل العارف المتحدث المحقق المدقّق المتأله محمد بن المرتضى المدعو بالمولى محسن الكاشاني صاحب التصانيف الكثيرة الشهيرة كالوافي والصافي والشافي والمفاتيح والنخبة والحقائق وعلم اليقين وعين اليقين وخلاصة الأذكار وبشارة الشيعة ومحجة البيضاء إحياء الإحياء، إلى غير ذلك مما يقارب من مائة تصنيف).[47]
- قال العلامة الأميني في موسوعة الغدير في ترجمة علم الهدى ابن المؤلف: (هو ابن المحقق الفيض علم الفقيه، وراية الحديث، ومنار الفلسفة، ومعدن العرفان، وطود الأخلاق، وعباب العلوم والمعارف، هو ابن ذلك الفذِّ الذي قلّ ما أنتج الدهر بمثيله، وعقمت الأيام عن أن تأتي بمشبهه).[48]
- قال الأستاذ البحاثة المعاصر مرتضى المدرسي الجهاردهي في كتابه طبقات المفسرين: (كان الفيض من كبار علماء الإمامية الذين كانت لهم عناية بالغة بالقرآن والحديث، له مسلك خاص في النفسير جمع بين الطريقة والشريعة، ألف في الحقائق القرآنية التي أسست على أصول الفطرة، والحكمة العالية التي تنطبق على نواميس الطبيعة، والعرفان الصحيح الذي يلائم الفطرة والعقل، تفسيريه الصافي والأصفى.

ونقل في كتاب «المحجة البيضاء» الذي ألّفه في تهذيب إحياء العلوم أخباراً كثيرة عن أئمة أهل البيت عليهم السلام في علم الأخلاق وعلم النفس وأدبها بوجه رائق، والحقُّ أنه تفسير للقرآن وشرح لأحاديث الإمامية، وهو يبحث في هذا الكتاب بحثاً تحليلياً عن عقائد الغزالي وآرائه ثم شرع في نقدها وتهذيبها معتمداً في كلّ ذلك على الكتاب والسنّة.
استشهد في آرائه في جميع تآليفه بالقرآن والحديث الصادر عن أهل بيت الوحي. وإذا قسنا بينه وبين أبي حامد في فهم آيات الكتاب الحكيم والأخبار الصادرة عن منبع الوحي نرى تقدُّمه الباهر على الغزالي مع ما كان له من الشهرة العالمية واشتهار الفيض في جامعة الشيعة فحسب. ولو أن الدعايات المبثوثة حول الغزالي في العالم بثّت حول الفيض لظهر عبقريّته وعلم المحقّقون من أعلام الغرب مبلغ عظمته العلميّة وتوجّهوا نحو آرائه القيّمة وعقائدة الحقّة في علم التفسير والحديث من ناحية الأخلاق وعلم النفس وأدبها.)
- قال الدكتور عباس الترجمان في مقدمة كتاب تفسير الصافي للفيض الكاشاني: (علامة دهره، ووحيد عصره، الفقيه الفيلسوف، والمتبحر العارف، محمد المحسن بن مرتضى بن محمود المعروف بالفيض الكاشاني).[45]

## شعره
له ديوان شعر، ومن شعره:
ملك الشرق تشرق *** وإلى الروح تعلق
غسق النفس تفرق *** ربض الفكر تهدم
وله أيضاً (باللغة الفارسية):
كلمات طريفه ما را *** بشنو وفهم كن بكار آور
برسانش بسمع گمشدگان *** ره نماشان بدين ديار آور
آنكه أو قابل هدايت نيست *** در دلش خارها ببار آور
زين سخنها كه هر يكى بحريست *** آب در جوى روزگار آور
شد خزان باغ علم از شبهات *** چمن علم را بهار آور
كار دين شد كساد وبى رونق *** تازه آبى بروى كار آور
زين دو مصرع كه آو دو تاريخ است *** كم كن وبيش در شمار آور

## مؤلفاته
ألف الفيض الكاشاني ما يقارب مائتي كتاب في مختلف العلوم... نذكر منها:
1. آيينه ء شاهي، فارسي. انتخبه من كتابه ضياء القلب في سنة 1066 وكتبه لـ شاه عباس اثني عشر بابا في ثلاثمئة بيت (أوله سباس شايسته وستايش بايسته سزاوار نثار الخ). خمسة أبواب في الحكام الخمسة المسلطة على الإنسان: العقل، والشرع، والطبع والعادة، والعرف، وسادس الأبواب: في المحكوم عليه، أعني النفس الإنسانية. وسابعها: في شرف مراتب الحكام. وثامنها: في حكمة تسلط هؤلاء الحكام. وتاسعها: في ما يتعين منهم للعمل عند وقوع الاختلاف بينهم. وعاشرها: في ما يشخصه عند الاشتباه. وحادي عشرها: في تعداد بعض النعم الإلهية الممدة للتعيين والتشخيص. وثاني عشرها: في طريق الاستمداد من الله خالق البشر والنسخة ضمن مجموعة من رسائله توجد عند الشيخ العلامة ميرزا محمد الطهراني بـ سامراء.[50]
2. أبواب الجنان، في وجوب الجمعة وآدابها وفضل الجماعة وآدابها، فارسي. كتبه في خمسمائة بيت ألّفه سنى 1055 لانتفاع عامة الناس كما ذكره في فهرس تصانيفه. يقول آغا بزرك الطهراني في الذريعة إلى تصانيف الشيعة: هو مرتب على فصول: أوله (سباس وستايش مر خدايرا كه صوامع آسمان رخ، إلخ). والنسخة في الخزانة الرضوية وله أيضاً رسالة عربية سماها الشهاب الثاقب.[51]
3. الشهاب الثاقب، عربي.[51]
4. الأحجار الشداد، والسيوف الحداد في إبطال جواهر الأفراد، عربي. قال في فهرس تصانيفه: ألفته في عنفوان الشباب.[52]
5. الأذكار المهمة، مختصر خلاصة الأذكار، فارسي. قال في فهرس تصانيفه: أنه في ثلاثمئة وأربعين بيتاً. يقول الآغا بزرك الطهراني في الذريعة: ولعله المطبوع بالهند ضمن مجموعة كما في بعض الفهارس.[53]
6. الأربعون حديثاً، في مناقب أمير المؤمنين . قال في فهرس تصانيفه: أنه انتخب من كتاب لبعض الأصحاب في فضائله وهو يقرب ثلاثمئة بيت.[54]
7. الاستقلالية، في استقبال الأب بالولاية على البكر في التزويج. أوله: (الحمد لله وسلام على عباده الذين اصطفوا. اللهم اهدنا لما اختلف فيه..). ألفه في شعبان سنة 1064 في بازركان – محلة في قمصر من قرى كاشان – توجد في مكتبة المولى محمد علي الخوانساري في النجف.[55]
8. الأفق المبين، في كيفية التفقه في الدين. كتب عليه هذا الاسم في بعض النسخ، لكن ذكر المحقق آغا بزرك الطهراني في الذريعة أن اسمه الحق المبين.[56]
9. تفسير الصافي، في تفسير القرآن ـ 5 مجلّدات، يقرب من سبعين ألف بيت، فرغ من تأليفه في سنة 1075 هـ.
10. '''الأصفى''' في تفسير القرآن (من الكهف إلى الناس)، منتخب من تفسيره الصافي، وهو أحد وعشري ألف بيت تقريباً.
11. الوافي، 15 جزءاً كلٌّ منها كتاب برأسه، يقرب مجموعة من مائة وخمسين ألف بيت، وقع الفراغ من تصنيفه في سنة 1068 هـ.
12. الشافي، وهو منتخب من الوافي، في جزأين: حزء فيما هو من قبيل العقائد والأخلاق، وحزء هو من قبيل الشرائع والأحكام. في كلّ منها اثنا عشر كتاباً. يقرب من ستّة وعشرين ألف بيت. وقع الفراغ منه في سنة 1082 هـ.
13. مُعتصَم الشيعة في أحكام الشريعة.
14. النوادر، في جميع الأحاديث الغير مذكورة في الكتب الأربعة المشهورة في سبعة آلاف بيت.
15. معتصم الشيعة، في أحكام الشريعة. قد خرج منه كتاب الصلاة ومقدّماتها. مجلّد يقرب من أربعة عشر ألف بيت. وقع الفراغ منه في سنة 1042 هـ.
16. النخبة. يشتمل على خلاصة أبواب الفقه. في ثلاثة آلاف بيت وثلاثمائة تقريباً. وقع الفراغ منه في سنة 1050 هـ.
17. مفاتيح الشرائع.
18. التطهير. وهو نخبة من النخبة لبيان علم الأخلاق. يقرب من خمس مائة بيت.
19. علم اليقين، في أصول الدين. أربعة عشر ألف بيت وخمس مائة تقريباً. وقع الفراغ منه في سنة 1042 هـ.
20. المعارف. وهو ملخّص كتاب علم اليقين ولبابه، في ستة آلاف بيت تقريباً. وقع الفراغ منه في سنة 1036 هـ.
21. عين اليقين.
22. الحقائق ـ في أسرار الدِّين.
23. الكلمات المخزونة.
24. الكلمات المكنونة.
25. قُرّة العيون.
26. الحقّ المبين.
27. ميزان القيامة.
28. منهاج النجاة.
29. سفينة النجاة.
30. منتخب الأوراد.
31. المحجة البيضاء ـ 8 مجلّدات.
32. الأصول الأصلية.

## وفاته
توفي الفيض الكاشاني في مدينة كاشان سنة 1091 هـ، وله من العمر أربع وثمانين سنة.

## وصلات خارجية
- الفيض الكاشاني.. فيلسوف الفقهاء وفقيه الفلاسفة
- الموسوعة الميسرة في تراجم أئمة التفسير والنحو واللغة

### إشارات مرجعية
1. 1 2  "التفسير الصافي - الفيض الكاشاني - ج ١ - الصفحة ٤". shiaonlinelibrary.com. مؤرشف من الأصل في 2020-01-28. اطلع عليه بتاريخ 2021-04-11.
2. ↑  "مستدركات أعيان الشيعة - حسن الأمين - ج ٢ - الصفحة ٣٠٨". shiaonlinelibrary.com. مؤرشف من الأصل في 2020-07-02. اطلع عليه بتاريخ 2021-04-11.
3. ↑  "التفسير الصافي - الفيض الكاشاني - ج ١". shiaonlinelibrary.com. مؤرشف من الأصل في 2020-07-27. اطلع عليه بتاريخ 2021-04-11.
4. ↑  "التفسير الأصفى - الفيض الكاشاني - ج ١ - الصفحة تعريف الكتاب ٣". shiaonlinelibrary.com. مؤرشف من الأصل في 2021-04-11. اطلع عليه بتاريخ 2021-04-11.
5. ↑  "مصابيح الظلام فی شرح مفاتیح الشرایع - الوحيد البهبهاني، محمّد باقر - مکتبة مدرسة الفقاهة". ar.lib.eshia.ir. مؤرشف من الأصل في 2019-01-24. اطلع عليه بتاريخ 2021-04-11.
6. ↑  "ترجمة الفيض الكاشاني". almerja.com. مؤرشف من الأصل في 2021-04-11. اطلع عليه بتاريخ 2021-04-11.
7. ↑  "مصابيح الظلام فی شرح مفاتیح الشرایع - الوحيد البهبهاني، محمّد باقر - مکتبة مدرسة الفقاهة". ar.lib.eshia.ir. مؤرشف من الأصل في 2021-04-11. اطلع عليه بتاريخ 2021-04-11.
8. ↑  "الشيخ محمد الفيض الكاشاني". أعلام الشيعة الإمامية. 27 يناير 2013. مؤرشف من الأصل في 2021-03-09. اطلع عليه بتاريخ 2021-04-11.
9. ↑  "مستدركات أعيان الشيعة - حسن الأمين - ج ٢ - الصفحة ٣٠٩". shiaonlinelibrary.com. مؤرشف من الأصل في 2020-07-02. اطلع عليه بتاريخ 2021-04-11.
10. ↑  "محمد محسن بن المرتضى الفيض الكاشاني ( ت/1091 هـ)". almerja.com. مؤرشف من الأصل في 2021-04-11. اطلع عليه بتاريخ 2021-04-11.
11. ↑  "التفسير الأصفى - الفيض الكاشاني - ج ١ - الصفحة مقدمة التحقيق ٩". shiaonlinelibrary.com. مؤرشف من الأصل في 2021-02-15. اطلع عليه بتاريخ 2021-04-11.
12. 1 2  mominoun. "الفيض الكاشاني". Mominoun Without Borders. مؤرشف من الأصل في 2019-04-20. اطلع عليه بتاريخ 2021-04-11.
13. ↑  "مصابيح الظلام فی شرح مفاتیح الشرایع - الوحيد البهبهاني، محمّد باقر - مکتبة مدرسة الفقاهة". ar.lib.eshia.ir. مؤرشف من الأصل في 2021-04-11. اطلع عليه بتاريخ 2021-04-11.
14. ↑  "الشهاب الثاقب (في وجوب صلاة الجمعة العيني)". alfeker.net. مؤرشف من الأصل في 2018-08-01. اطلع عليه بتاريخ 2021-04-11.
15. ↑  "مصابيح الظلام فی شرح مفاتیح الشرایع - الوحيد البهبهاني، محمّد باقر - مکتبة مدرسة الفقاهة". ar.lib.eshia.ir. مؤرشف من الأصل في 2021-04-11. اطلع عليه بتاريخ 2021-04-11.
16. ↑  "مصابيح الظلام فی شرح مفاتیح الشرایع - الوحيد البهبهاني، محمّد باقر - مکتبة مدرسة الفقاهة". ar.lib.eshia.ir. مؤرشف من الأصل في 2021-04-11. اطلع عليه بتاريخ 2021-04-11.
17. ↑  "البحث". shiaonlinelibrary.com. مؤرشف من الأصل في 2013-01-30. اطلع عليه بتاريخ 2021-04-11.
18. ↑  "الوافي - الفيض الكاشاني - مکتبة مدرسة الفقاهة". ar.lib.eshia.ir. مؤرشف من الأصل في 2021-04-11. اطلع عليه بتاريخ 2021-04-11.
19. ↑  "Kashan - MusicBrainz". musicbrainz.org. مؤرشف من الأصل في 2023-05-25. اطلع عليه بتاريخ 2021-04-11.
20. ↑  "الوافي - الفيض الكاشاني - مکتبة مدرسة الفقاهة". ar.lib.eshia.ir. مؤرشف من الأصل في 2021-04-11. اطلع عليه بتاريخ 2021-04-11.
21. ↑  "طبقات اعلام الشیعه - الطهراني، آقا بزرك - مکتبة مدرسة الفقاهة". ar.lib.eshia.ir. مؤرشف من الأصل في 2021-04-11. اطلع عليه بتاريخ 2021-04-11.
22. ↑  "روضات الجنات فی احوال العلماء و السادات - الموسوي الخوانساري، محمد باقر - مکتبة مدرسة الفقاهة". ar.lib.eshia.ir. مؤرشف من الأصل في 2021-04-11. اطلع عليه بتاريخ 2021-04-11.
23. ↑  "صحيفة يحررها كتابها". web.archive.org. 28 سبتمبر 2007. مؤرشف من الأصل في 2007-09-28. اطلع عليه بتاريخ 2021-04-11.
24. 1 2  "الوافي - الفيض الكاشاني - مکتبة مدرسة الفقاهة". ar.lib.eshia.ir. مؤرشف من الأصل في 2021-04-11. اطلع عليه بتاريخ 2021-04-11.
25. ↑  مقدمة كتاب علم اليقين، بقلم المحقق محسن بيدارفر.
26. ↑  هذا القسم منقول من مقدمة كتاب علم اليقين بقلم المحقق محسن بيدارفر مع تصرف قليل.
27. ↑  يقول المحقق محسن بيدارفر: الضمائر في النص الأصلي جميعها بصيغة الغائب، وقد أبدلناها إلى الضمير الحاضر لكونه أوضح.
28. ↑  سورة القصص، آية 27.
29. ↑  سورة التوبة، آية 122.
30. ↑  حكم بعد الشاه عبّاس الأول: 1038-1052.
31. ↑  سورة المائدة، آية 1.
32. ↑  تحف العقول: وصية الإمام الكاظم لهشام، ص395. عنه البحار: 1/150.
33. ↑  سورة العنكبوت، آية 45.
34. ↑  سورة التوبة، آية 67.
35. ↑  الكافي: 2|224. كتاب الإيمان والكفر، باب الكتمان، ح10.
36. ↑  عالم آراى عباسى.
37. ↑  من ديوان الفيض: 1|334.
38. ↑  علم اليقين في أصول الدين، للفيض الكاشاني، طبعة انتشارات بيدار، المقدمة بقلم المحقق محسن بيردافر، ص16-17.
39. 1 2  شعراء العرب، الجزء الرابع.
40. ↑  جامع الرواة : 42/2.
41. ↑  سلافة العصر: 491.
42. ↑  روضات الجنات: ج6، ص79
43. ↑  خاتمة المستدرك، ص420.
44. ↑  أمل الآمل : 2/305
45. 1 2  تَفسير الصَّافي، الجزء الأول، كلمة التقديم.
46. ↑  زهر الربيع، ص164، طبع طهران.
47. ↑  الكنى والألقاب: 3: 39_42.
48. ↑  الغدير، ج11، ص362.
49. ↑  طبقات المفسّرين.
50. ↑  الذريعة، ج1، ص53|267.
51. 1 2  الذريعة، ج1، ص77|371.
52. ↑  الذريعة، ج1، ص284|1489.
53. ↑  الذريعة، ج1، ص406|2114.
54. ↑  الذريعة، ج1، ص424|2177.
55. ↑  الذريعة، ج2، ص33|127.
56. ↑  الذريعة، ج2، ص261.